# یواس‌اس مایلز سی فاکس (دی‌ای-۵۴۶)
یواس‌اس مایلز سی فاکس (دی‌ای-۵۴۶) (به انگلیسی: USS Myles C. Fox (DE-546)) یک کشتی بود که طول آن 306 ft (93 m) بود.